# Yves Vanderhaeghe
Yves Vanderhaeghe (Roeselare, 30 de enero de 1970) es un exfutbolista y entrenador belga que jugaba como centrocampista. Desde febrero de 2025 está sin equipo tras dirigir al K. V. Kortrijk.

## Selección nacional
Esperó a debutar con la selección de fútbol de Bélgica hasta los 29 años, pero disputó un Mundial y una Eurocopa.

## Clubes

### Como jugador
| Club                | País    | Año       |
| ------------------- | ------- | --------- |
| Círculo de Brujas   | Bélgica | 1986-1988 |
| K. S. V. Roeselare  | Bélgica | 1988-1992 |
| RE Mouscron         | Bélgica | 1992-1994 |
| Eendracht Aalst     | Bélgica | 1994-1997 |
| RE Mouscron         | Bélgica | 1998-2000 |
| R. S. C. Anderlecht | Bélgica | 2000-2006 |
| K. S. V. Roeselare  | Bélgica | 2007-2008 |

### Como entrenador
| Club              | País           | Año       |
| ----------------- | -------------- | --------- |
| K. V. Kortrijk    | Bélgica        | 2014-2015 |
| K. V. Oostende    | Bélgica        | 2016-2017 |
| K. A. A. Gante    | Bélgica        | 2017-2018 |
| K. V. Kortrijk    | Bélgica        | 2018-2021 |
| Círculo de Brujas | Bélgica        | 2021      |
| K. V. Oostende    | Bélgica        | 2022      |
| Al-Faisaly F. C.  | Arabia Saudita | 2023      |
| K. V. Kortrijk    | Bélgica        | 2024-2025 |

## Palmarés

### Títulos nacionales
| Título                      | Club                | País    | Año     |
| --------------------------- | ------------------- | ------- | ------- |
| Supercopa de Bélgica        | R. S. C. Anderlecht | Bélgica | 2000    |
| Primera División de Bélgica | R. S. C. Anderlecht | Bélgica | 2000-01 |
| Supercopa de Bélgica        | R. S. C. Anderlecht | Bélgica | 2001    |
| Primera División de Bélgica | R. S. C. Anderlecht | Bélgica | 2003-04 |
| Primera División de Bélgica | R. S. C. Anderlecht | Bélgica | 2005-06 |
| Supercopa de Bélgica        | R. S. C. Anderlecht | Bélgica | 2006    |